# Joo Hyun-jung
Joo Hyun-jung (3 de maio de 1982) é uma arqueira sul-coreana, campeã olímpica.

## Carreira
Joo Hyun-jung representou seu país nos Jogos Olímpicos em 2008, ganhando a medalha de ouro por equipes em Pequim.